# Тасин, Георгий Николаевич
Георгий Николаевич Та́син (настоящая фамилия — Ро́зов; 1895—1956) — украинский советский кинорежиссёр и кинодраматург. Лауреат Сталинской премии первой степени (1948).

## Биография
Г. Н. Розов родился 10 (22) марта 1895 года в местечке Шумячи (ныне посёлок городского типа Смоленской области). В 1917 году окончил юридический факультет Петроградского психоневрологического института. С 1918 года литературный сотрудник киевских газет и инструктор Политуправления РККА.
С 1920 года — председатель Киевского окружного кинофотокомитета. Член РКП(б) с 1921 года.
В 1922—1923 годах — директор Ялтинской кинофабрики, директор Одесской кинофабрики Всеукраинского фотокиноуправления (ВУФКУ).
В 1924—1925 годах — редактор-постановщик киножурналов «Маховик» и «Кинонеделя» в Харькове.
В 1925—1927 годах — режиссёр Ялтинской кинофабрики.
В 1927—1941 годах — режиссёр Одесской киностудии. В годы Великой Отечественной войны работал на Ташкентской киностудии.
С 1944 года режиссёр Киевской киностудии документальных фильмов, ответственный редактор киножурнала «Радянська Украина».
Умер 6 мая 1956 года в Киеве. Похоронен на Байковом кладбище.

## Фильмография

### Режиссёр
- 1924 — Октябрина (короткометражный)
- 1926 — Алим
- 1926 — Ордер на арест
- 1927 — Муть
- 1928 — Джимми Хиггинс
- 1928 — Ночной извозчик
- 1930 — Гость из Мекки
- 1930 — Солёные ребята
- 1932 — Атака
- 1934 — Большая игра
- 1936 — Назар Стодоля
- 1938 — Кармелюк
- 1941 — Дочь моряка
- 1941 — Последняя очередь (короткометражный)
- 1952 — Дружба (документальный)

### Сценарист
- 1921 — Герои и мученики Парижской коммуны (короткометражный)
- 1921 — Цветы на камнях (короткометражный)
- 1922 — Призрак бродит по Европе
- 1924 — Октябрина (короткометражный)
- 1925 — Арсенальцы
- 1928 — Джимми Хиггинс
- 1932 — Атака
- 1938 — Кармелюк
- 1942 — Учительница Карташова (новелла в боевом киносборнике «Юные партизаны»)

## Награды и премии
- Сталинская премия первой степени (1948) — за фильм «Цветущая Украина» (1947).
- орден «Знак Почёта» (6 марта 1950) — за выдающиеся заслуги в развитии советской кинематографии, в связи с 30-летием[2].